# Cremastus primus
Cremastus primus là một loài tò vò trong họ Ichneumonidae.